# والری تیخوننکو
والری تیخوننکو (روسی: Валерий Алексеевич Тихоненко؛ زادهٔ ۱۹ اوت ۱۹۶۴) بازیکن بسکتبال اهل شوروی بود.
وی همچنین برندهٔ جوایزی همچون نشان دوستی شده‌است.
از باشگاه‌هایی که در آن بازی کرده‌است می‌توان به باشگاه بسکتبال زسکا مسکو اشاره کرد.
وی در مسابقات کشوری و بین‌المللی در مجموع برندهٔ ۳ مدال طلا شده‌است.